# Impuesto tecnológico
Impuesto tecnológico es el nombre con el que se conoció en la prensa a la Ley 26.539 de Argentina que estableció un aumento de los gravámenes sobre la importación de determinados productos tecnológicos con el objetivo de impulsar la industria electrónica nacional. La ley obtuvo media sanción de la Cámara de Diputados de la Nación el 4 de agosto de 2009 y fue sancionada por el Senado de la Nación el 20 de octubre de ese año. Fue derogado por el gobierno de Mauricio Macri en 2017. 

## Antecedentes
La ley era fuertemente reclamado por el gobierno de Tierra del Fuego y la cámara que agrupa a sus empresarios electrónicos (AFARTE) con el fin de promover el crecimiento de la industria electrónica de la provincia. Las empresas radicadas en este territorio se encuentran beneficiadas desde 1972 por la Ley 19.640 de Promoción Industrial, a la que se sumó el decreto 252/2009 que les otorga una reducción del 61,47% en la tasa de impuestos internos a partir del 1.o de julio de 2009.
La Ministra de Industria Débora Giorgi aseveró:

La ley impulsará la creación en pocos meses de dos mil puestos de trabajo con inversiones por 200 millones de dólares para productos tecnológicos con alto valor agregado. 
Tenemos que ser capaces de integrar toda la cadena, producir software y aparatos para los argentinos y para el mundo. 
El proyecto de ley no grava a las PC de escritorio, a las notebooks ni a las netbooks. 
Escuchamos a lobbystas disfrazados de defensores del bolsillo de la ciudadanía, mientras que nos enteramos que los argentinos pagamos más caro por un celular premium de lo que se paga en el resto de los países del mundo, incluso sin excluir la carga tributaria de ese aparato.

Giorgi afirmó también que el proyecto no aumentaría los precios de aparatos de audio, televisores color, plasmas y LCD, videocámaras, video filmadoras analógicas y digitales, y cámaras fotográficas analógicas y digitales. Destacó asimismo que hoy el país desarrolla y exporta software que se incorporan en el exterior a los celulares, los mismos que después compra el mercado argentino.

## Tratamiento de la ley
El proyecto de ley 253 disponía la exención de impuestos internos (26%) y duplicación del IVA (del 10,5 al 21%) a productos electrónicos que no se fabriquen o ensamblen en Tierra del Fuego. Entre los fundamentos del proyecto se señala la necesidad de aumentar los gravámenes sobre la importación  determinados productos suntuarios, de forma tal que quienes más poseen colaboren en mayor medida en la formación de las reservas necesarias para enfrentar con mejores medios la crisis financiera internacional y de aquellos bienes que demandan un alto consumo energético. Los principales productos afectados son los siguientes:
- Acondicionadores de aire y equipos de producción de frío
- Calefactores y calentadores eléctricos
- Dispositivos LAN y WAN de conexión de computadoras en red
- Micrófonos, altoparlantes y amplificadores de sonido
- Reproductores y grabadores de CD,  sonido y video
- Monitores y proyectores de video
- Planchas eléctricas
- Receptores de radio portátiles y de automóvil
- Receptores GPS
- Secadores y rizadores de cabello
- Teléfonos fijos y móviles (celulares y satelitales), contestadores

El proyecto obtuvo media sanción de la Cámara de Diputados de la Nación el 4 de agosto de 2009. El 20 de octubre de 2009, el Senado de la Nación aprobó el proyecto con modificaciones por lo cual debió volver a la cámara de origen para que ratifique o rechace las modificaciones. La norma fue aprobada definitivamente el 4 de noviembre con 126 votos positivos, 7 negativos y 54 abstenciones.

## Consecuencias
Una vez entrada en vigor en 2011 se produjo un crecimiento de la producción electrónica en Tierra del Fuego que  multiplicó por 7 la producción en los cuatro productos que más crecieron (con respecto a igual período del año pasado) y hasta 20 veces en monitores. La producción de notebooks y netbooks aumentó 200 %, la producción de decodificadores 120 %, cámaras fotográficas 50 %, y equipos de aire acondicionado industriales 63 %.
Según estimaciones de la entonces gobernadora de Tierra del Fuego, Fabiana Ríos, las industrias realizaron inversiones por más de 40 millones de dólares, generando al mismo tiempo un superávit fiscal de U$S 130 millones. En una carta dirigida al presidente de CICOMRA Ríos afirma que "no creemos que la consecuencia de la sanción de la ley sea un "fuerte incremento de precios", debido a que lo que se pretende con este proyecto es terminar de producir los dispositivos de telefonía móvil en nuestro país, y no en Brasil ni en México."

## Derogación
En 2016 el Gobierno bajó a cero el arancel de importación de computadoras, tanto de PC como notebooks y sus componentes, a partir de enero de 2017, lo que encendió la alarma entre los empresarios del sector, advirtiendo que se pondrían en riesgo 12 mil puestos de trabajo en la industria. También se criticó[¿quién?] que se pretendan bajar los derechos de importación para bienes tecnológicos del 35 por ciento actual a cero desde el primer día de 2017, ya que muchos de esos productos importados son fabricados con "mano de obra esclava o se venden a precios de dumping", mientras que para los componentes necesarios para fabricarlos a nivel local, se mantendrán o aumentaran todos los impuestos.
A tres meses de la quita del arancel dispuesto por Mauricio Macri, sólo una empresa siguió fabricando notebooks en el país. Cuatro años se fabricaron casi 5 millones de computadoras en el país; ya en 2017 la cantidad no superarán 1 millón, para 2018 se estima que serán menos de 800.000 equipos. Como consecuencia, las mayoría de las fábricas dejó de fabricar notebooks y tabletas y comenzó a importarlas. Según datos de Camoca (Cámara de Máquinas de Oficina, Comerciales y Afines), la medida del gobierno de Macri causó unos 6000 despidos en todo el país, siendo las más afectadas fueron las Pyme del interior, al mismo tiempo cerraron 200 firmas.